# International Council for Philosophy and Humanistic Studies
L'International Council for Philosophy and Human Sciences (in francese: Conseil international de la philosophie et des sciences humaines, ICPHS/CIPSH) è un'organizzazione non governativa dell'UNESCO che riunisce centinaia di società di apprendimento nel campo della filosofia, delle scienze umane e delle discipline correlate.
L'associazione pubblica la rivista bilingue inglese-francese Diogène/Diogenes, fondata nel 1952 da Roger Caillois e pubblicata dal CISPH a partire dall'53, della quale Jean d'Ormesson fu per vari anni il direttore.

D'Ormesson fu anche l'unico ricoprire sia la carica di presidente che quella di segretario generale della ICHPS.

## Membri
Fra i suoi membri si ricorda in particolare la Federazione Internazionale per le Lingue e le Letterature Moderne (Fédération internationale des langues et littératures modernes, FILLM).
| - Asian New Humanities Network (ANHN) - Association Européenne des Humanités pour la Gestion Culturelle Intégrée des Paysages (APHELEIA) - Chinese Academy of Social Sciences (CASS) - Consortium of Humanities Centers and Institutes (CHCI) - Comité International Permanent des Linguistes (CIPL) - Comité International des Sciences Historiques (CISH) - European Consortium for Humanities Institutes and Centres (ECHIC) - Fédération Internationale des Associations d’Études Classiques (FIEC) - Fédération Internationale des Langues et Littératures Modernes (FILLM) - Fédération Internationale des Sociétés de Philosophie (FISP) - International Association for Aesthetics (IAA) - International Association for the History of Religions (IAHR) - International Association for Promoting Geoethics (IAPG) - International Geographic Union (IGU) - International Positive Psychology Association (IPPA) - Division for History of Science and Technology of the International Union of History and Philosophy of Science (DHST/IUHPST) - Division for Logic, Methodology and Philosophy of Science and Technology of the International Union of History and Philosophy of *Science (DLMPST/IUHPST) - World Network for Linguistic Diversity (MAAYA) - Union Académique Internationale (UAI) - Union Internationale des Sciences Préhistoriques et Protohistoriques (UISPP) - World Anthropological Union (WAU) |

## Presidenti
- Jacques Rueff (1949-1955)
- Carsten Høeg (1955-1959)
- C. E. Odegaard (1959-1965)
- Silvio Zavala (1965-1971)
- Ronald Syme (1971-1975)
- Tatsuro Yamamoto (1975-1979)
- Stanley C. Aston (1979-1984)
- Jan Bialostocki (1984-1988)
- Stephen A. Wurm (1988-1992)
- Jean d'Ormesson (1992-1997)
- Julio Labastida (1997-2000)
- Madeline H. Caviness (2000-2004)
- JnSuk Cha (2004-2008)
- Adama Samassekou (2008-2014)
- Chao Gejin (2014-2020)
- Luiz Oosterbeek (2020-)

## Segretari generali
- Robert Fawtier (1949-1952)
- Ronald Syme (1952-1971)
- Jean d'Ormesson (1971-1992), segretario generale aggiunto dal '52 al '72.
- Annelise Gaborieau (1992-1994)
- Tilo Schabert (1995-1996)
- Jean Bingen (1996-1998)
- Maurice Aymard (1998-2014)
- Luiz Oosterbeek (2014-2020)
- Hsiung Ping-Chen (2020-)